# カーメン・バシリオ

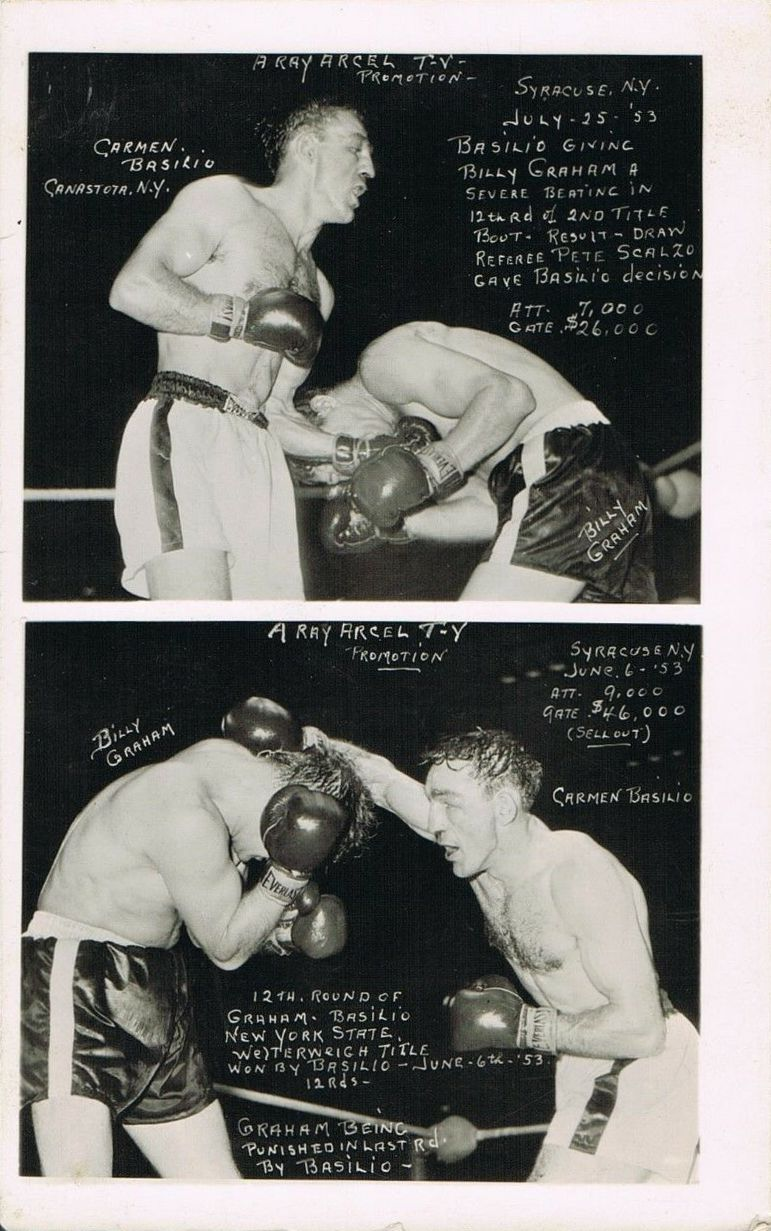

カーメン・バシリオ（Carmen Basilio、1927年4月2日 - 2012年11月7日）は、アメリカ合衆国出身の元プロボクサー。ニューヨーク州カナストータの生まれ。イタリア系。元世界ウェルター級、ミドル級王座を制した二階級制覇者。

## 経歴
1948年、プロデビュー。1953年9月18日、キッド・ギャビランの持つ世界ウェルター級王座に挑むが、15回判定負け。
1955年6月10日、トニー・デマルコを12回KOに破り、世界ウェルター級王座獲得。同年11月30日の再戦ではデマルコの強打でピンチに陥るも、12回逆転KOで初防衛に成功した。
翌1956年3月14日の二度目の防衛戦で、前王者ジョニー・サクストンに判定負け、王座を奪われるが、同年9月12日の再戦ではサクストンを9回KO、王座を奪回した。翌1957年2月22日、サクストンを返り討ちにして初防衛。
同年、二階級制覇を狙ってミドル級に進出、5月1日に天才シュガー・レイ・ロビンソンの持つ世界王座に挑んだ。当年38歳のロビンソンを得意の打撃戦に引き込み、大番狂わせの15回判定2-1勝ちで王座を奪取、価値ある二階級制覇を達成した。
翌1958年3月25日、初防衛を賭けロビンソンと再戦、前回同様の乱打戦に持ち込み優位に立つが、6回にカットした左目に集中打を浴びて形勢を逆転され、1-2の判定負けで王座を奪回された。
1959年8月28日、ロビンソンが剥奪されたNBA世界ミドル級王座を賭けてジーン・フルマーと決定戦を戦うが、14回TKOと敗退。翌1960年6月29日、王者フルマーに挑むが、またも12回TKO負け。
1961年4月22日には、王座返り咲きを狙ってポール・ペンダーに挑むが15回判定負けで、王座返り咲きならず。
2012年11月7日、肺炎の合併症のためにロチェスター総合病院で死去。85歳没。

## 通算戦績
56勝（27KO）16敗7引分け